# 여의전
《여의전》(중국어 간체자: 如懿传, 정체자: 如懿傳, 병음: Rú yì zhuàn 루이좐[*], 영어: Ruyi's Royal Love in the Palace 루이스 로얄 러브 인 더 팰리스[*])은 2018년 방송되었던 중국의 텔레비전 드라마이다.

## 등장 인물

### 주요 인물
- 주신 (저우쉰) : 오랍나랍 여의 역
- 곽건화 (훠젠화) : 건륭제 역

### 보조 주인공
- 장균녕 (장쥔닝) : 가리엽특 해란 역
- 경초 (징차오) : 능운철 역
- 오군매 (우쥔메이) : 태후 역

### 4명의 적
- 동요 (퉁야오) : 고희월 역
- 동결 (둥제) : 부찰랑화 역
- 신지뢰 (신즈레이) : 김옥연 역
- 이순 (리춘) : 위연완 역

### 황실
- 호가 (후커) : 소록균 역
- 우자양 : 육목평 역
- 조희문 : 진완인 역
- 장가녕 : 파림미약 역
- 진호우 : 엽협나랍 의환 역
- 조가 : 박이제길특 액음주 역
- 증일훤 : 색작륜 아약 역
- 이심 : 한향견 역
- 하홍산 : 백예희 역
- 한단동 : 황기운 역
- 유미동 : 배이과사씨 역
- 강서가 : 왕부지 역
- 주곡 : 서귀인 역
- 왕면 : 희상재 역
- 송경림 : 육상재 역
- 황로로 : 백상재 역
- 조약석 : 수상재 역
- 손문정 : 공상재 역
- 하유하 : 규답응 역
- 구융 : 평답응 역

### 시녀
- 진소운 : 쇄심 역
- 제환 : 용패 역
- 민춘효 : 소련 역
- 왕소등 : 연심 역
- 곽원원 : 정숙 역
- 하남 : 여심 역
- 공천천 : 말심 역
- 이몽양 : 성선 역
- 고동우 : 합려 역
- 장흠옥 : 신연 역
- 유가 : 엽심 역
- 왕순 : 춘선 역
- 양류 : 난취 역
- 왕정아 : 순심 역
- 백란 : 가심 역
- 정류안 : 속운 역
- 석민 : 하석 역
- 왕재문 : 아보 역
- 황문 : 환심 역
- 조청 : 타운 역
- 금계 : 타안 역
- 장염염 : 수하 역
- 곽홍 : 복가 역
- 진몽희 : 희백 역

### 그 외
- 진충 : 폐후 오라나랍 의수 역
- 서미령 : 길태빈 역
- 이의유 : 적복진 서림각라씨 역
- 마아남 : 적복진 이랍리씨 역